# Mezzana (Prato)
Mezzana è una frazione del comune di Prato, situata circa 3 km a sud-est del centro, in direzione di Firenze.
Il territorio del quartiere è convenzionalmente compreso in un'area che si estende a forma trapezoidale tra il fiume Bisenzio e il confine comunale a est, viale Leonardo da Vinci a sud (che fino al 1962 era un tratto dell'autostrada A11, poi "declassato" a strada urbana), viale della Repubblica a ovest (che la divide dalla frazione di Ponzano), viale Montegrappa e viale Guglielmo Marconi a nord. Presso la sua estremità sudorientale è stato realizzato negli anni sessanta il nuovo raccordo all'autostrada A11 (casello di "Prato est"), dopo il raddoppio di carreggiata della stessa Firenze-Mare e lo spostamento del suo tracciato.

## Storia
Il nome di Mezzana (dal latino medius, "medio", "che sta in mezzo", e quindi "via di mezzo") è citato in un documento del 767 e nel XIII secolo compare fra le ville pratesi, ma già nel XII secolo vi sorgevano la chiesa di Sant'Andrea a Tontoli e la chiesa di San Pietro a Mezzana, l'attuale parrocchiale abbattuta e ricostruita in stile neoromanico nel 1937-1939. Al secolo successivo risale il Mulino degli Albizi, nel XIV secolo venne innalzata l'imponente mole di Villa Martini e nel Seicento il Mulino Caciolli.
Nonostante le antiche testimonianze, l'abitato ha assunto un aspetto moderno soprattutto in seguito all'espansione edilizia avvenuta nel corso degli anni ottanta; sviluppatasi attorno a nuove ed emblematiche strutture come il Centro per l'arte contemporanea Luigi Pecci, la crescita demografica ha colmato ogni distanza portando all'inglobamento senza soluzione di continuità di Mezzana nel tessuto urbano cittadino di Prato e, accanto ai benefici di un'effettiva compenetrazione e compiutezza dei servizi civici, ha comportato anche gli abituali disagi delle periferie urbane.
Nell'ottobre 2006, nella frazione sono state girate alcune scene del film Sweet Sweet Marja con Maria Grazia Cucinotta.

## Sport
A Mezzana sono presenti due società di calcio: il Mezzana Calcio e il Mezzana Club